# Iglesia de San Juan Bautista (Gibraleón)
La Parroquia Matriz de San Juan Bautista es un templo católico ubicado en Gibraleón, situado en la provincia andaluza de Huelva. Su construcción data del siglo XIV y se desconoce el arquitecto autor del proyecto. Su estilo básico es gótico-mudéjar, con reformas de estilo barroco, llevadas a cabo en el siglo XVIII. Su construcción finalizó en el año 1380 y se declaró Bien de Interés Cultural por Real Decreto 318/2009 de 28 de julio, (B.O.J.A. N.º 155) en 2007.
Actualmente es la sede canónica de la Hermandad de la Borriquita, de la Hermandad de la Misericordia y de la Hermandad del Nazareno.

## Historia
Fue un primitivo templo visigodo y posterior mezquita edificada en el siglo XIII. A lo largo de la historia de la villa de Gibraleón se cita la Parroquia Matriz de San Juan como edificio de interés notable tanto por la construcción como por los bienes que posee. Algunos de estos bienes valiosos que posee son la pila bautismal y un viril de plata con custodia de oro y piedras preciosas donado por el presbítero, Juan Fernández de Ledo, natural de la villa, y fundador, en Manila, del convento de Santa Isabel para el recogimiento y educación de los niños huérfanos.
Esta iglesia fue sede del concejo municipal desde el siglo XIV, y se convirtió en centro de la vida política, social y religiosa de la localidad. Anteriormente el pueblo olontense destacó por su rica historia dentro de la provincia como demuestran los numerosos testimonios históricos que de ella se poseen desde la antigüedad. Su importancia, sobre todo, en época musulmana queda testimoniada por las fuentes bibliográficas que insisten en señalar el solar de la iglesia de San Juan como el del primitivo templo visigodo y posterior mezquita de la localidad.

## Descripción

### Exterior
El edificio posee en la actualidad dos portadas visibles: la principal a los pies del templo y la lateral de la nave del evangelio, que se desarrolla en forma de torre-fachada. Destaca el campanario con chapitel piramidal, haciendo de él un elemento destacado de la fisonomía del pueblo y emblema de su paisaje urbano. Adosada al frente cortado de la mezquita, cuyo edificio árabe constituye la cúpula del altar mayor donde se encuentra el ábside poligonal. La torre se alza en la cabecera del templo, adosada a otra árabe de estilo mudéjar, construida por los cristianos en el siglo XVI que conducía a las bóvedas de la capilla mayor. Se compone de caña, cuerpo de 4 campanas de bronce y chapitel piramidal, haciendo de ella un elemento destacado de la fisonomía del pueblo y emblema de su paisaje urbano.
La portada de los pies es muy sencilla. Se conforma por medio de un vano de ingreso adintelado enmarcado por dos pilastras y una cornisa. Sobre esta se sitúa una hornacina que posee el pedestal para una escultura.La hornacina se enmarca entre dos pilastras y sobre ellas apoya un entablamento que se corona por frontón triangular partido. Sobre se sitúa un óculo. Es de destacar que este conjunto se encuentra situado en un pequeño rehundimiento del muro. La portada de la nave del evangelio es algo más compleja que la anterior, aunque se encuentra rehecha en gran medida. Se sitúa en el segundo tramo de la nave del evangelio y se compone por medio de un arco de medio punto doblado que permite el acceso al templo. Todo el conjunto se inscribe en una especie de arco triunfal, que se compone de dos columnas toscanas con un pequeño cimacio, coronado por un frontón triangular partido con cierto movimiento en sus lados. En los extremos de este frontón se sitúan dos pedestales con motivos decorativos y en su centro un motivo heráldico.

### Interior

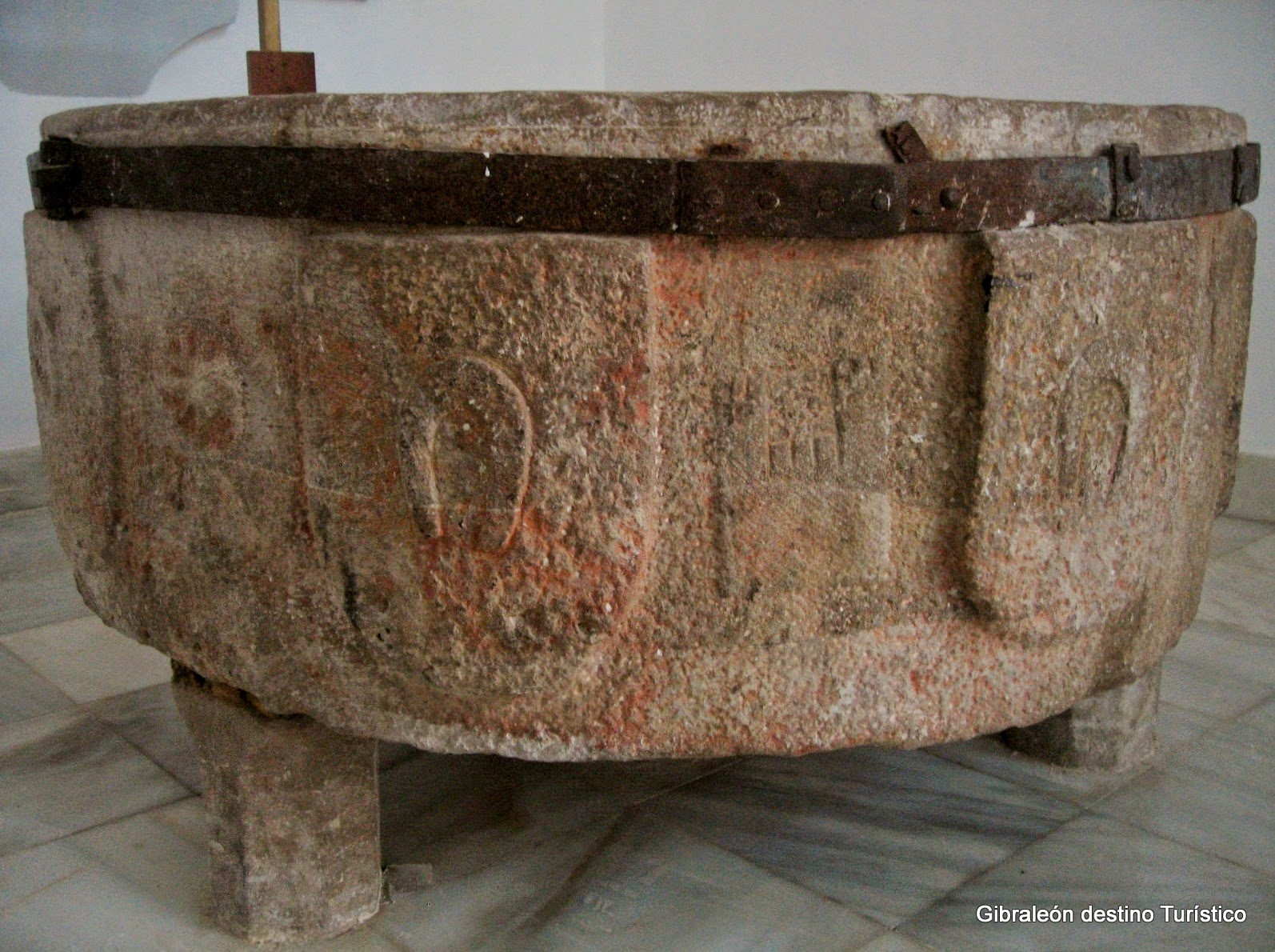
Pila bautismal

El interior del templo consta de una planta basilical de tres naves sin crucero, siendo la central de mayor anchura y altura que las laterales, y terminada en una desarrollada cabecera de planta poligonal, cubierta con bóvedas de crucería, que dividen el espacio en tres tramos y terminan en ábside facetado de cinco lados. Las naves laterales, se divide en cuatro tramos y acabadas en testero plano, se cubre con bóvedas de aristas, separadas por arcos fajones que apean sobre pilastras adosadas al pilar y al paramento opuesto. Las tres capillas laterales del templo abren a la nave de la epístola. A los pies está situada la capilla bautismal, de planta rectangular, cubierta con bóveda de cañón con imposta. La capilla central, de mayor tamaño, está habilitada como Sagrario. Es de planta cuadrada, con ángulos achaflanados y bóveda semiesférica perforada por linterna barroca. La bóveda de descarga sobre pechinas está decorada con figuras de los cuatro Evangelistas. En la tercera capilla se encuentra los Sagrados Titulares de la Hermandad del Nazareno. Se abre a la nave de la epístola, como las anteriores, con arco de medio punto; sobre ella voltea una bóveda rebajada sobre pechinas.
La sacristía, de planta rectangular, está construida a la izquierda de la capilla mayor. Se cubre con bóveda de cañón. Actualmente, la estancia está dividida en dos plantas.
La nave central, cubierta con bóveda de medio cañón, también con cuatro tramos por los arcos fajones, en los cuales se dispone una pareja de lunetos intercalados con vanos abocinados rectangulares, que cobijan sendos ventanales con marco de placa y orejas en las esquinas. Los arcos fajones descansan sobre el entablamento que discurre sobre las pilastras toscanas adosadas a los pilares cruciformes, sin capitel ni basa. La cabecera se resuelve mediante un ábside poligonal de siete lados. La capilla mayor se cubre con una bóveda gótico-mudéjar, de nervadura, cruzada por un espinazo longitudinal, en la que los nervios de la bóveda descansan sobre ménsulas oblicuas muy voladas. Dicho presbiterio, sobreelevado mediante varios escalones y gradas, alberga un tabernáculo de estilo neobarroco con la imagen de la Inmaculada. Dicho tabernáculo es un templete dorado, que presenta bóveda poligonal rematada por una cruz central que se apoya sobre columnas pareadas. En su interior, la imagen de la Inmaculada es obra de la Casa Senent, de 1944, que sustituye a otra anterior de 1936, obra de Hita del Castillo.

### Elementos decorativos
Avanzando hacia la cabecera del templo, de mayor tamaño, y con un marcado carácter barroco, destaca la capilla sacramental, construida en 1832, de planta cuadrada, con esquinas achaflanadas y cubierta con cúpula semiesférica sobre pechinas con linterna rematada por capulín. Destaca la decoración mural pictórica de la bóveda, de temas alusivos a la eucaristía, y los lunetos, decorados con pinturas murales que representan a los cuatro Evangelistas. En el interior se conserva un retablo de madera dorada, en cuyo tabernáculo se sitúa una imagen de serie del Corazón de Jesús.
También es de destacar la decoración que presenta la pila bautismal que se encuentra en la capilla bautismal la cual presenta relieves de diferentes motivos: el pez, el yugo y las flechas en haz (símbolo de los Reyes Católicos), la flor de lis, una herradura, media luna y la silueta de un castillo. La parte superior está ceñida por una faja de hierro, que en origen sellaba la pila. Se cubre con una tapa forrada de tela que la preserva del deterioro; dicha tapa, encaja en el labio de la pila y permite el cierre bajo llave en el aro de hierro con que está ceñida. El interior de la tapa se mandó pintar en 1688 al óleo o sobre lienzo para protegerla de la humedad.

## Hermandades
Son tres Hermandades las que residen en esta parroquia. En la capilla central está las imágenes de Nuestro Padre Jesús Nazareno (Joaquín Moreno Daza) y Nuestra Señora de los Dolores (Gómez del Castillo), la hermandad más antigua de la Parroquia.
En la parte final de la Iglesia, a los laterales de la puerta principal se encuentra el Cristo de la Misericorida Atado a la Columna y María Santísima de Sion (izquierda), la Hermandad más joven del pueblo y el Cristo Joven de la Borriquita y María Santísima de Nazaret (derecha), cofradía con la que se abre los cortejos en Semana Santa.
Además forman parte de la Parroquia otras imágenes como la Inmaculada Concepción que es una obra de gran valor, réplica de la anterior (Hita del Castillo) perdida en la guerra civil, María Auxiliadora, la Virgen del Carmen y los patrones Santa Ana y San Roque. También destacan pinturas de la Santa Mujer Verónica limpiando el rostro de Cristo a la salida de Jerusalén (siglo XVII) y de la Virgen del Mayor Dolor y San Rafael Arcángel (siglo XIX) y un cáliz bajorrenacentista (siglo XVII) y otra de estilo rocalla (siglo XVIII).

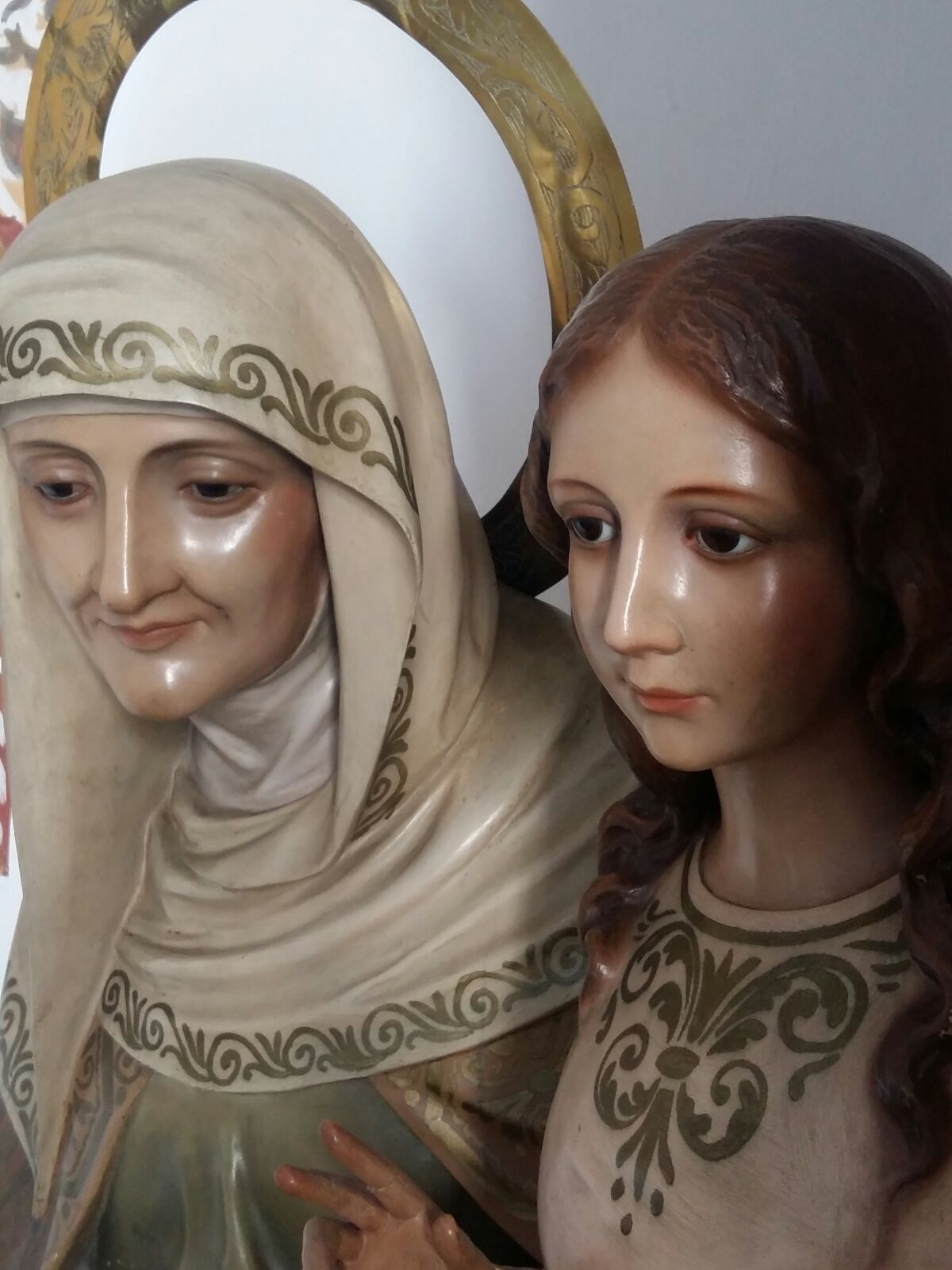
Santa Ana, patrona de Gibraleón.
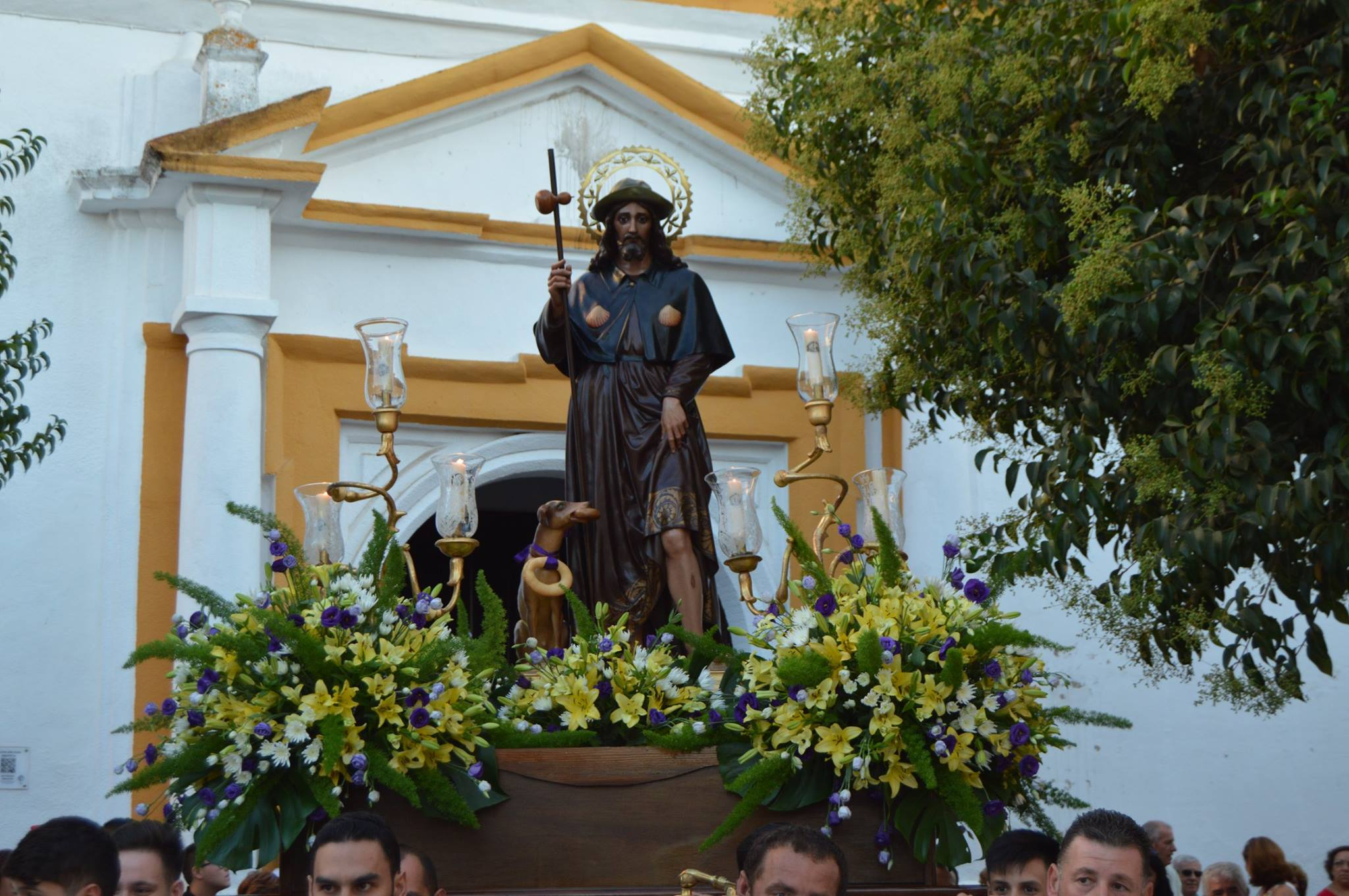
San Roque, patrón de Gibraleón.
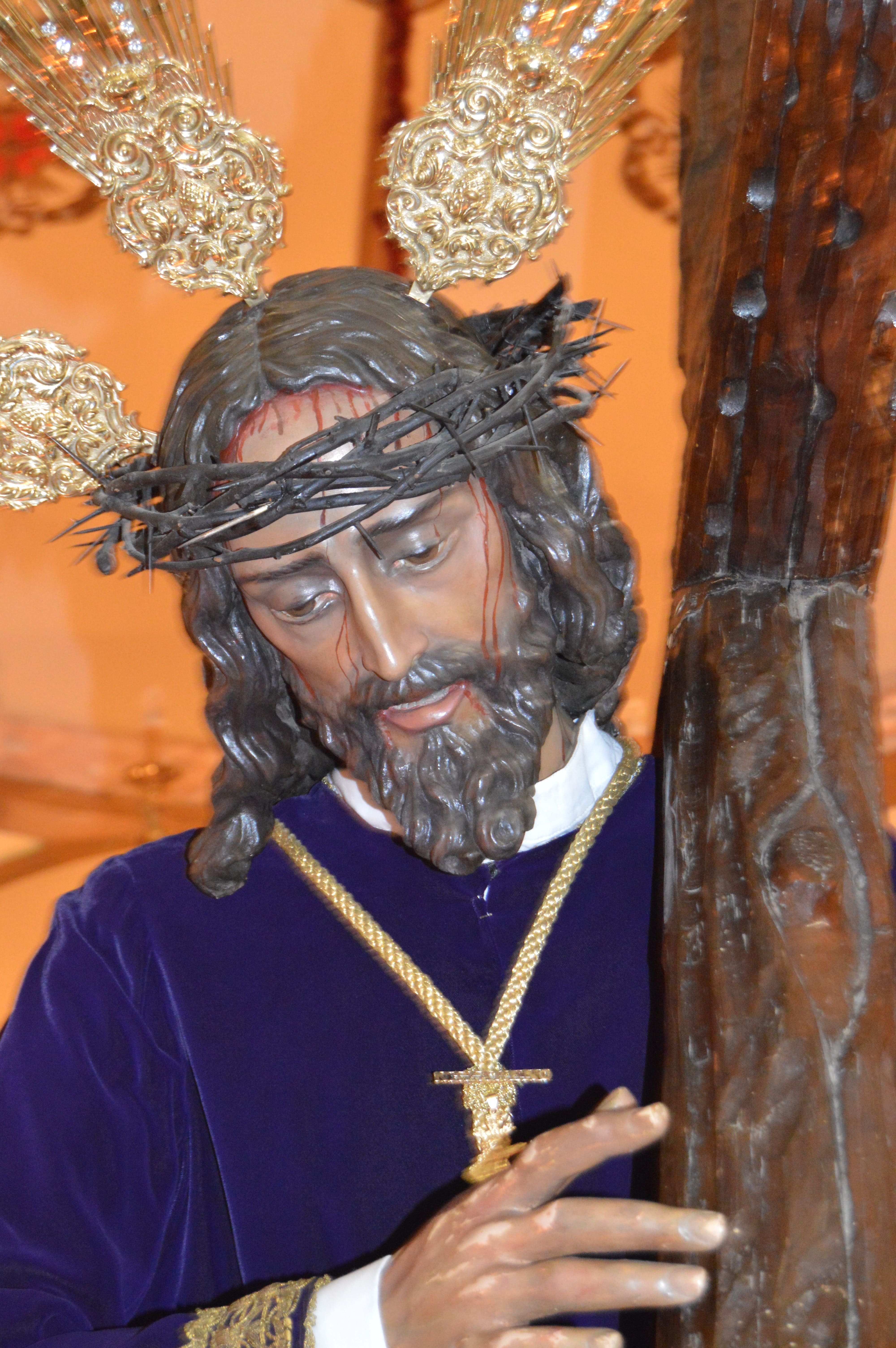
Nuestro Padre Jesús Nazareno.
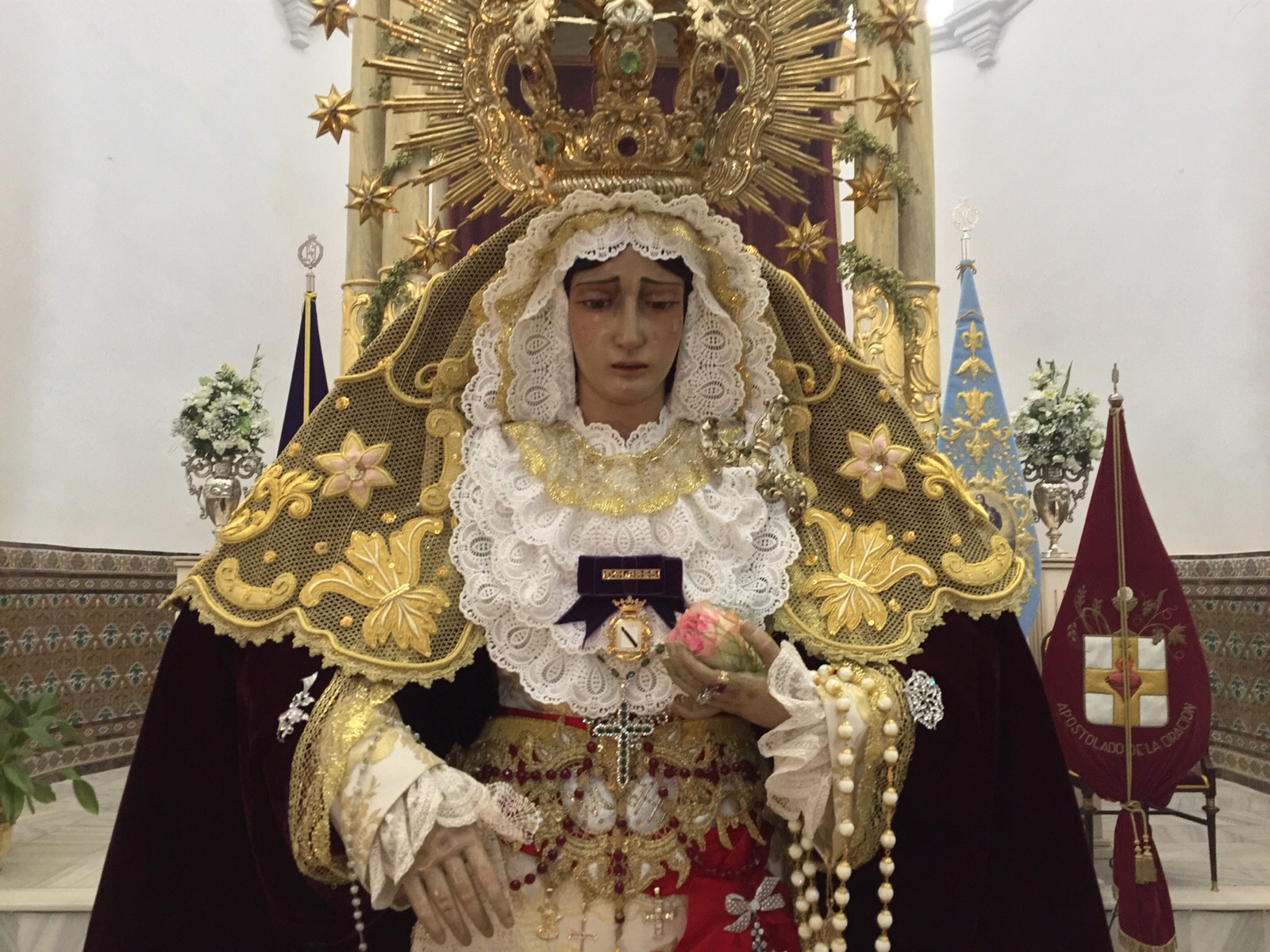
Nuestra Señora de los Dolores.
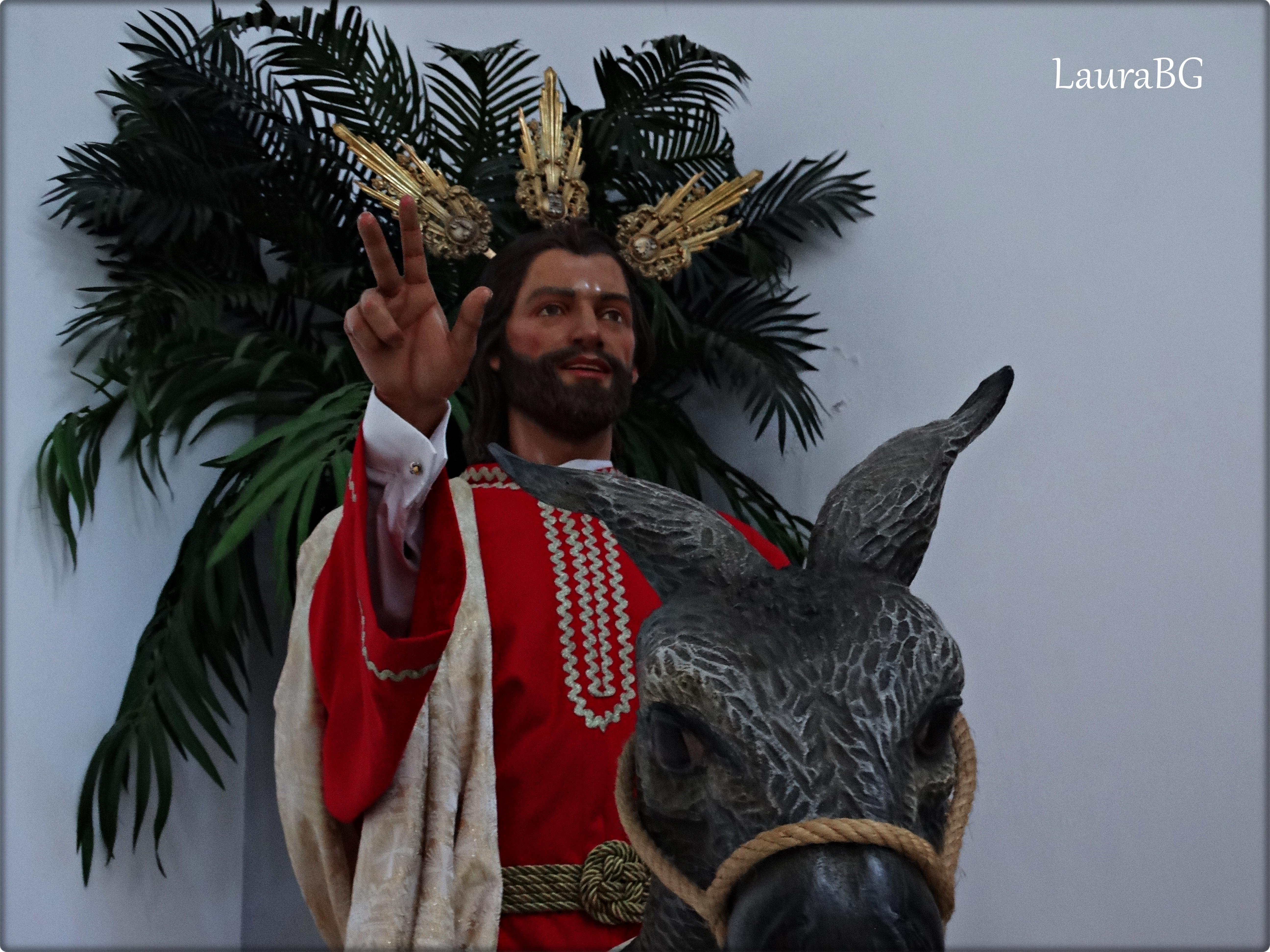
Cristo Joven de la Borriquita.
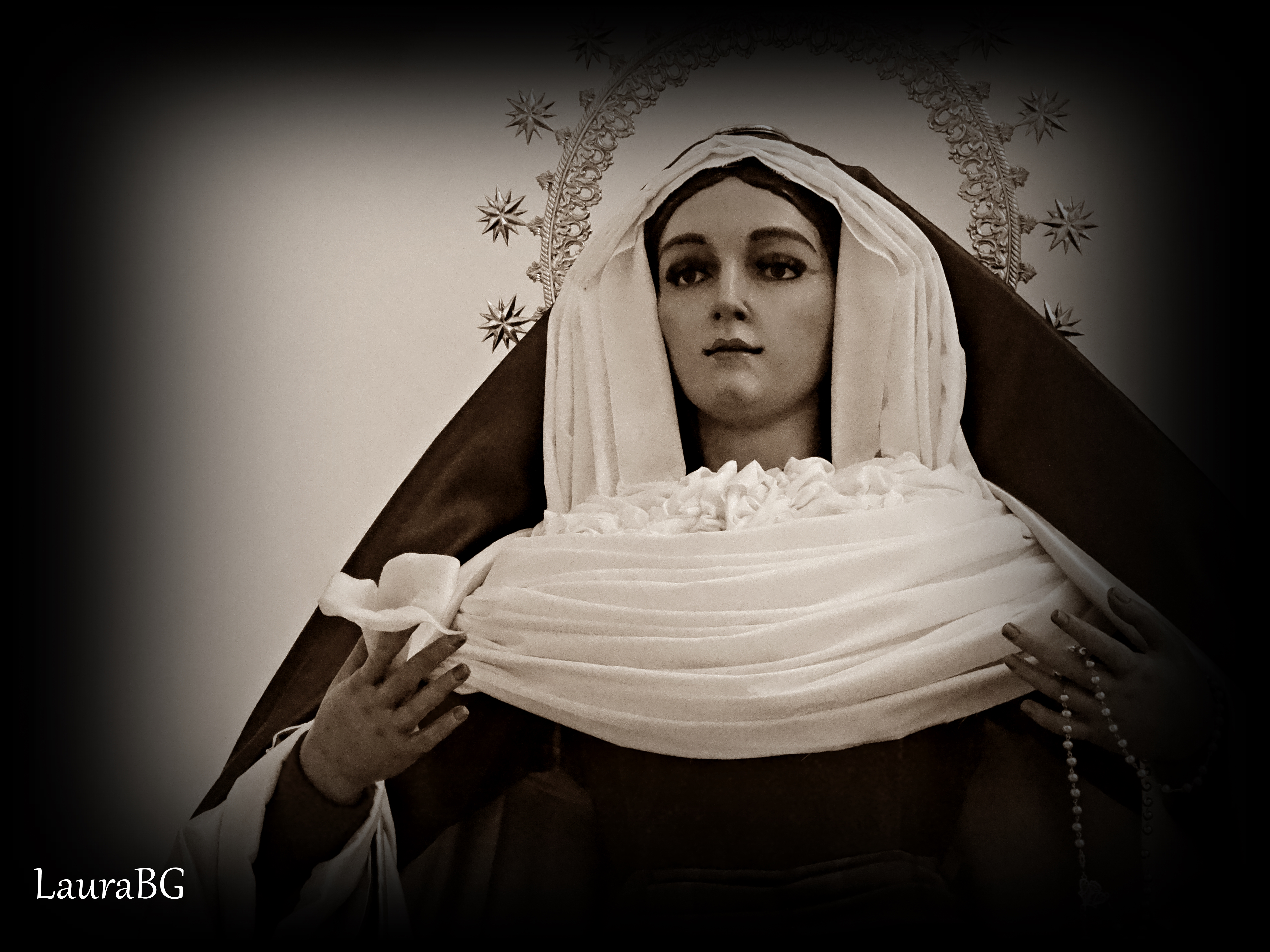
María Santísima de Nazaret.
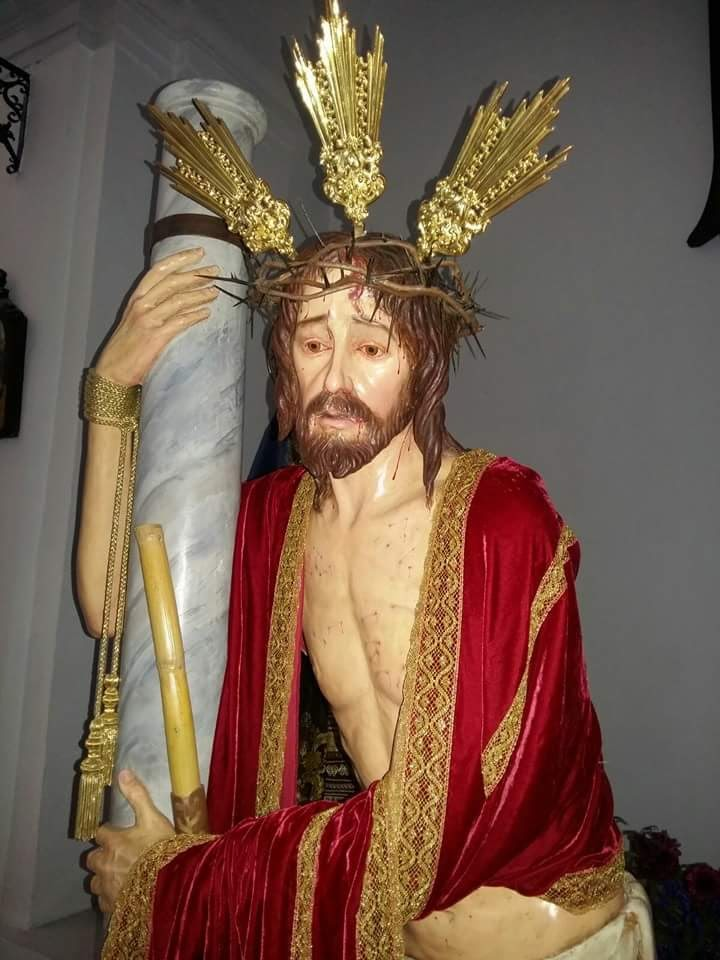
Archivo:Santísimo Cristo de la Misericordia.
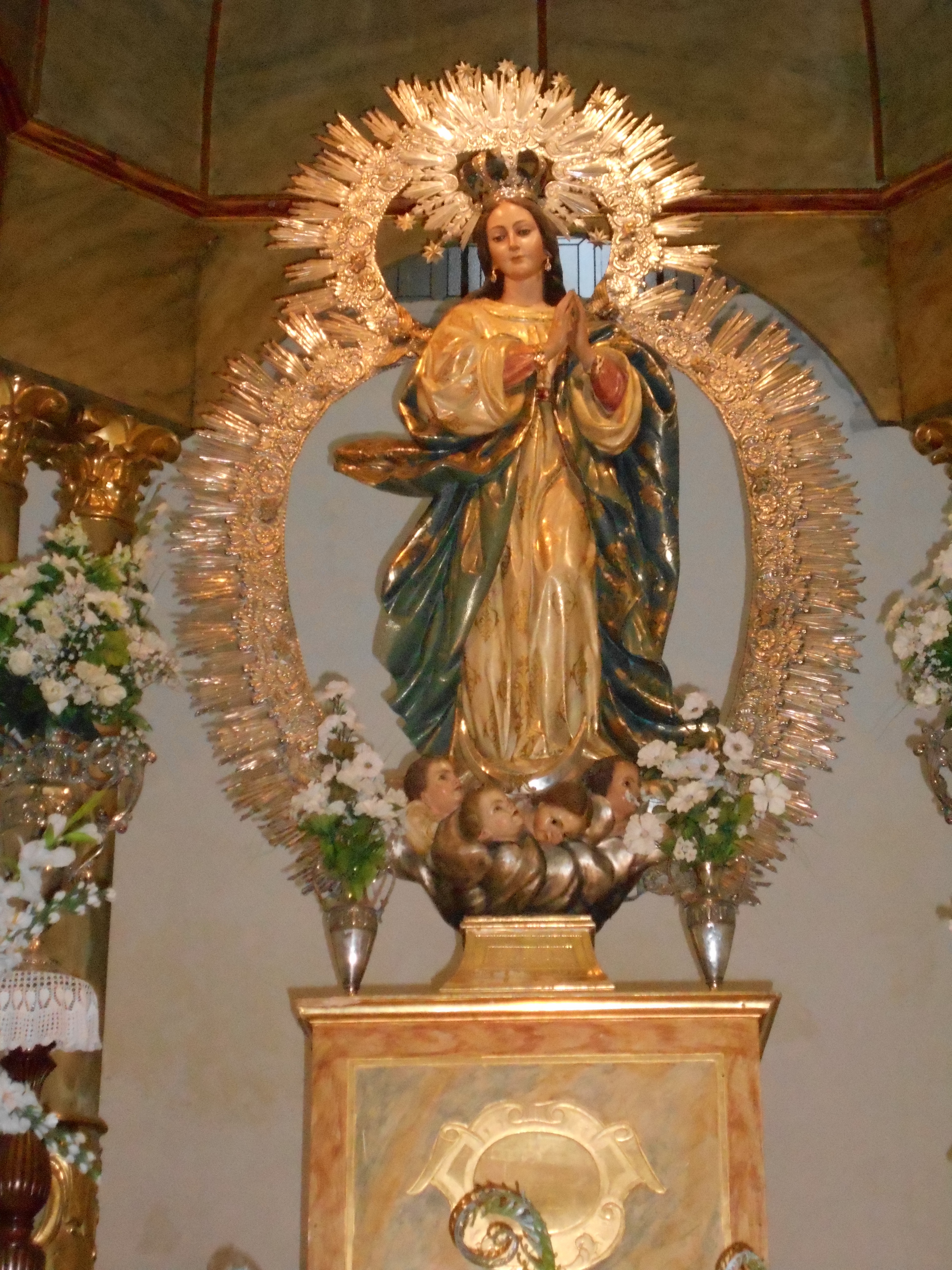
Inmaculada Concepción de Gibraleón.